# Jeff Batchelor
Jeff Batchelor (* 29. April 1988 in Oakville, Ontario) ist ein ehemaliger kanadischer Snowboarder. Er startet in der Disziplin Halfpipe.
Im Januar 2004 bestritt Batchelor sein erstes internationales Rennen, ein FIS-Rennen in Craigleith (Ontario). Noch in derselben Saison gelangen ihm Podiumsplatzierungen im Nor-Am Cup. Bei den Weltmeisterschaften der Junioren im April 2005 wurde Batchelor in Zermatt beim Sieg des Finnen Janne Korpi Vierter. Zu Beginn der nächsten Saison debütierte er im Weltcup in Whistler.
Am Ende der Saison 2006/2007 gelang ihm in Sungwoo (Südkorea) sein erster Weltcupsieg, zwei zweite Plätze schaffte er in der folgenden Saison im Februar 2008, zunächst in Gujō und eine Woche später in Calgary. Bei der FIS Snowboard-Weltmeisterschaft 2009 wurde er Vizeweltmeister in der Halfpipe. Bei den Olympischen Winterspielen 2010 in Vancouver belegte er den 32. Platz auf der Halfpipe.
Batchelor ist seit 2006 Mitglied des Kanadischen Nationalkaders der Snowboarder. Er besuchte das Appleby College in Oakville.